# Eva Seemannová
Eva Seemannová (Prága, 1920. március 21. – 1999. január 21.) cseh eszperantista, színésznő.

## Életútja
Prágában született, és egész életében a cseh színházi életben tevékenykedett. Leánykori neve Schubertová. Háromszor ment férjhez; asszonyneve Vinařová, majd Suchardová, végül Seemannová. 
Először Prágában, francia tagozatos gimnáziumban tanult, majd az Eliška Krásnohorská leánygimnáziumban érettségizett. Később beiratkozott a prágai Károly Egyetem jogi karára, de nem fejezte be, mert vonzotta a színház, és megszületett Jana lánya. 
1944-1945 körül színésznőként dolgozott a Valden Színházban, majd Anna Sedláčková színházi társulatába került.
Miután 1946-ban eszperantistává vált, művészetének egy fontos részét is az Eszperantónak szentelte. 
Versek írásába kezdett (többször díjazták az Eszperantó Világszövetség (UEA) képzőművészeti versenyein). A legfontosabb érdemei azonban mégis az Eszperantó Színházhoz kapcsolódnak. 1954-ben ő és Antonín Seemann megalapította a Prágai Eszperantó Klub Művészeti Társulatot Baghy Gyula támogatásával, amelynek neve később Baghy Gyula Zöld Szekere lett. Kezdetben szavalatokat és rövid színjátékokat adtak, később egész estés darabokat is bemutattak:
- Mrštík testvérek(wd): Maryša
- G. B. Shaw: Pigmalion
- Henrik Ibsen: Nóra
- Nazim Hikmet: Legenda a szerelemről, melynek bemutatóján a szerző is jelen volt.

A társulat a prágai Malá scéna színházban játszott. A hely az eszperantó színház kedvelőinek találkozóhelyévé vált. A darabokat Eva Seemannová fordította. A színtársulat létét megpecsételte a színpad elvesztése, a társulat  szétszéledt. Eva Seemannová fáradhatatlanul folytatta a színházcsinálást. Eszperantó klubokban – külföldön és belföldön egyaránt – mutatta be színdarabjait. Még 1999-ben, a 9. Cseh Eszperantó Kongresszuson is látni vélték Seemannovát a műsoron, de már nem tudta darabjaival megragadni az eszperantistákat.

## Kitüntetései
- Az Eszperantó Világszövetség tiszteletbeli tagja
- A Cseh Eszperantó Szövetség tiszteletbeli tagja

## Fordítás
- Ez a szócikk részben vagy egészben  az   Eva Seemannová  című eszperantó Wikipédia-szócikk ezen változatának fordításán alapul.  Az eredeti cikk szerkesztőit annak laptörténete sorolja fel. Ez a jelzés csupán a megfogalmazás eredetét és a szerzői jogokat jelzi, nem szolgál a cikkben szereplő információk forrásmegjelöléseként.